# Jason King (serie televisiva)
Jason King è una serie televisiva britannica in 26 episodi trasmessi per la prima volta nel corso di una sola stagione dal 1971 al 1972. È il seguito di Department S.
È una serie gialla d'azione incentrata sulle vicende dell'autore di romanzi gialli Jason King che, per risolvere vari casi, si ispira alle avventure del protagonista dei suoi libri, Mark Caine.

## Personaggi e interpreti
- Jason King (26 episodi, 1971-1972), interpretato da Peter Wyngarde.
- Nicola Harvester (7 episodi, 1972), interpretato da Anne Sharp.
- Ryland (4 episodi, 1971-1972), interpretato da Ronald Lacey.
- Hazell (2 episodi, 1971-1972), interpretato da Sebastian Breaks.
- Ispettore Maziol (2 episodi, 1971-1972), interpretato da Simon Lack.
- Capitano Rizio (2 episodi, 1971-1972), interpretato da Paul Stassino.
- Martine (2 episodi, 1971), interpretata da Joanna Dunham.
- Deshfield (2 episodi, 1971), interpretato da Leslie French.
- John Mallen (2 episodi, 1971), interpretato da Clinton Greyn.
- Vaturia (2 episodi, 1971), interpretato da Michael Gwynn.
- Weil (2 episodi, 1971), interpretato da Paul Humpoletz.
- Xanthe (2 episodi, 1971), interpretato da Me Me Lai.
- Markovitch (2 episodi, 1971), interpretato da Richard Marner.
- Frankie Luca (2 episodi, 1971), interpretato da Lee Patterson.
- Sir Brian (2 episodi, 1971), interpretato da Dennis Price.
- Phillipe de Brion (2 episodi, 1971), interpretato da Anton Rodgers.
- Jonquil (2 episodi, 1971), interpretata da Madeline Smith.
- Enzio (2 episodi, 1971), interpretato da Tony Vogel.
- Arthur Tsung (2 episodi, 1972), interpretato da Clifford Evans.
- Contessa Di Magiore (2 episodi, 1972), interpretata da Toby Robins.
- Lucy Cameron (2 episodi, 1972), interpretata da Kara Wilson.
- Ispettore Rousseau (1 episodio, 1971), interpretato da André Maranne.

## Produzione
La serie, ideata da Dennis Spooner e Monty Berman, fu prodotta da Incorporated Television Company e girata negli Associated British Elstree Studios in Inghilterra. Le musiche furono composte da Laurie Johnson.

### Registi
Tra i registi della serie sono accreditati:
- Cyril Frankel in 12 episodi (1971-1972)
- Jeremy Summers in 9 episodi (1971-1972)
- Roy Ward Baker in 4 episodi (1971-1972)
- Paul Dickson

### Sceneggiatori
Tra gli sceneggiatori della serie sono accreditati:
- Philip Broadley in 8 episodi (1971-1972)
- Dennis Spooner in 5 episodi (1971-1972)
- Tony Williamson in 5 episodi (1971-1972)
- Donald James in 4 episodi (1971-1972)
- Harry W. Junkin in 3 episodi (1972)
- Monty Berman in 2 episodi (1971)

## Distribuzione
La serie fu trasmessa nel Regno Unito dal 15 settembre 1971 al 28 aprile 1972 sulla rete televisiva Independent Television. In Italia è stata trasmessa con il titolo Jason King.

## Episodi
| Stagione       | Episodi | Prima TV UK |
| -------------- | ------- | ----------- |
| Prima stagione | 26      | 1971-1972   |